# Let Somebody Go
«Let Somebody Go» es una canción de la banda de rock británica Coldplay y la cantante estadounidense Selena Gomez. Fue lanzado el 15 de octubre de 2021, a través de Parlophone y Atlantic Records como parte del noveno álbum de estudio del grupo, Music of the Spheres. La canción fue producida por Max Martin, Oscar Holter, Rik Simpson, Daniel Green y Bill Rahko. Se lanzó como el tercer sencillo del álbum el 7 de febrero de 2022.

## Composición
El director creativo Phil Harvey declaró que tanto él como Martin han sido fanáticos de Gomez y comentó que tiene un tono «único, evocador y misterioso». Inicialmente trató de persuadir a la banda para que incluyera la canción en su octavo álbum Everyday Life (2019). Mientras tanto, Martin señaló que «ella es un ángel» y su voz está en lo que él «llamaría 'la bolsa de Rihanna'», que son voces que son regalos para la humanidad", refiriéndose a «Princess of China». Martin detalló la colaboración:
«Esta es una balada realmente encantadora. Y bastante pronto nos dimos cuenta de que necesitaba una contraparte femenina para la voz”. Añadió: “Y estábamos muy agradecidos de que cuando le pedimos a Selena que cantara, le encantó la canción y estaba feliz de hacerlo. Las colaboraciones en general son algo que hemos hecho más recientemente. Realmente nunca solíamos hacerlo antes. Cuando éramos más jóvenes, nos encerrábamos en una habitación y sentíamos que teníamos que demostrarlo todo nosotros mismos. Pero creo que a medida que ha pasado el tiempo, se ha vuelto más interesante para nosotros trabajar con otras personas de diferentes partes del mundo, diferentes géneros. Simplemente agrega color y carácter a la música».
Chris Martin le dio crédito a su hija Apple Martin por la escritura y dijo: «Apple me dio este acorde increíble en el que nunca había pensado. Así que ella está ahí».

## Presentaciones en vivo
«Let Somebody Go» se interpretó por primera vez en vivo en The Late Late Show con James Corden por Coldplay y Selena Gomez en el episodio del programa del 18 de octubre de 2021.

## Recepción de la crítica
Jon Dolan de Rolling Stone elogió la canción como lo más destacado del álbum y la calificó como un «estudio de enfoque suave en la solemnidad posterior a la ruptura que tiene más calidez y gracia que las tarjetas de San Valentín aplastadas de la mayoría de los artistas». La pista también fue nombrada una de las mejores canciones del año por Cosmopolitan. El tabloide diario New York Post, por su parte, clasificó a «Let Somebody Go» como la quinta peor canción de 2021, considerándola la anti-«Yellow».

## Vídeo musical
El 15 de octubre de 2021 se lanzó un video con letras de temática espacial con letras animadas escritas a mano. El video fue dirigido por Pilar Zeta y Victor Scorrano y muestra a Calypso, uno de los cuerpos celestes en el sistema solar ficticio The Spheres. El video musical dirigido por Dave Meyers se anunció el 3 de febrero de 2022 y se lanzó el 7 de febrero de 2022. El video musical fue filmado en octubre de 2021.

## Posicionamiento en listas
| Listas (2021-2022)                        | Mejor posición |
| ----------------------------------------- | -------------- |
| Alemania (Offizielle Deutsche Charts)     | 74             |
| Australia (ARIA)                          | 66             |
| Austria (Ö3 Austria Top 40)               | 69             |
| Canadá (Canadian Hot 100)                 | 45             |
| Eslovaquia (Singles Digitál Top 100)      | 53             |
| España (Top 100 Canciones)                | 98             |
| Estados Unidos (Billboard Hot 100)        | 91             |
| Francia (SNEP)                            | 115            |
| Global 200 (Billboard)                    | 32             |
| Hungría (Single Top 40)                   | 34             |
| Irlanda (IRMA)                            | 25             |
| Lituania (AGATA)                          | 40             |
| México Airplay (Billboard)                | 42             |
| México Ingles Airplay (Billboard)         | 8              |
| Nueva Zelanda Hot Singles (RMNZ)          | 4              |
| Noruega (VG-lista)                        | 19             |
| Países Bajos (Mega Single Top 100)        | 53             |
| Portugal (AFP)                            | 44             |
| Reino Unido (UK Singles Chart)            | 24             |
| República Checa (Singles Digitál Top 100) | 78             |
| Sudáfrica (RISA)                          | 70             |
| Suecia (Sverigetopplistan)                | 28             |
| Suiza (Schweizer Hitparade)               | 27             |